# Ubu Rege
Ubu Rege sau Regele Ubu (franceză Ubu roi) este o piesă de teatru -o farsă în cinci acte- scrisă de Alfred Jarry. A fost publicată la 25 aprilie 1896 în Le Livre d'art de Paul Fort. A avut prima premiera la 10 decembrie 1896 la Théâtre de l'Œuvre din Paris. Piesa de teatru a provocat o revoltă din partea publicului și data premierei a fost și data închiderii sesiunii. Ubu Rege este prima parte a ciclului Ubu, fiind urmată de Ubu Cocu și Ubu Enchaîné. Titlul ar putea fi inspirat de tragedia lui Sofocle, Oedip rege.  Ubu Rege este opera reprezentativă a lui Jarry, satiră la adresa autorității obtuze și barbare și al burgheziei birocratice. Este o parodie a pieselor lui William Shakespeare, mai ales a piesei Macbeth, dar face referiri la Hamlet și Regele Lear.

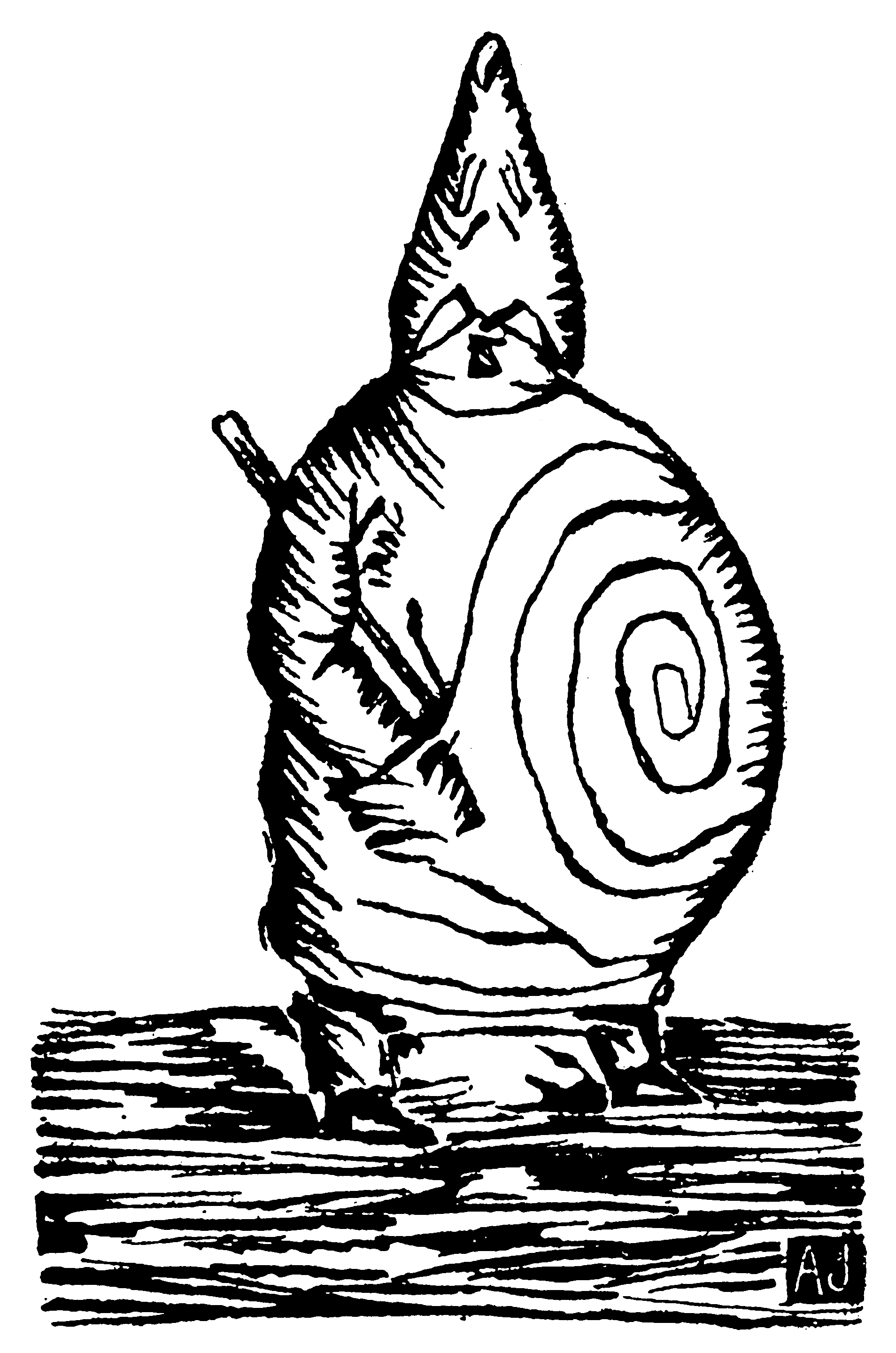
Ubu desenat de Alfred Jarry

Piesa de teatru a fost tradusă în limba română de Romulus Vulpescu.

## Prezentare
Acțiunea piesei are loc într-o țară Departe-Undeva pe care o autorul o consideră ca fiind Polonia, deoarece credea că este extrem de îndepărtată, un fel de ținut de nicăieri.
Papa Ubu îl asasinează pe regele Wenceslas al Poloniei și preia puterea; a ucis toți nobilii ca să le ia proprietatea  dar și pe cei care l-au ajutat să dea lovitura de stat. Cu toate acestea, noul rege Ubu trebuie să acorde o atenție deosebită fiului regelui detronat Wenceslas, prințul Bougrelas. Ubu este urmărit de soția sa, care îi va fura banii, forțându-l la sfârșitul piesei să fugă din țară cu generalii săi.

## Personaje
- Papa Ubu
- Mama Ubu
- Căpitanul Bordure
- Regele Venceslas, Regina Rosemonde
- Boleslas, Bougrelas, Ladislas - fii acestora
- Generalul Lascy
- Stanislas Leczinski
- Jean Sobieski
- Nicolas Rensky
- Împăratul Alexis
- Giron, Pile, Cotice - palotini
- Mașina de dezmembrare
- Căpitanul navei
- Michel Fédérovitch
- Nobili
- Magistrați
- Financiarii
- Consilieri
- Toată armata rusă
- Toată armata poloneză
- Gărzile Mamei Ubu
- Un căpitan
- Un urs
- Calul Financiarilor
- Echipajul
- Conspiratori & Soldați
- Mulțimi
- Lacheii Financiarilor
- Țărani

## Adaptări
Piesa de teatru i-a servit lui Jan Lenica ca inspirație pentru realizarea filmului de animație Ubu et la Grande Gidouille din 1976.
În Cehia a fost ecranizată în 1996 sub denumirea Král Ubu, regia F. A. Brabec.
În Polonia a fost adaptată într-un film denumit Ubu Król 2003 de Piotr Szulkin.

## Teatru radiofonic
- 1990 - Adaptarea și regia artistică Titel Constantinescu, cu actorii Valentin Uritescu, Dorina Lazăr, Răzvan Vasilescu, Ana Ciontea, Răzvan Ionescu, Paul Chiribuță, Mircea Constantinescu, Ion Anghel, Boris Petrof, regia tehnică Vasile Manta[1]